# Gautier (cirkusdynasti)
Gautier (skrevs ibland Gotie eller Gotjé på 1800-talet) är en fransk-svensk cirkusfamilj med anor från 1600-talet. Jean Baptiste Gautier (1758–1823) visade den första elefanten någonsin i Sverige, och hans son, Didier Gautier (1792–1872) blev svensk medborgare 1837, varefter han lät uppföra cirkus på Djurgården i Stockholm med namnet Didier Gautiers menagerie, vilken var föregångare till Djurgårdscirkus. Den  31 december 2019 var 26 personer med namnet Gautier bosatta i Sverige.

## Historia
Jean Baptiste Gautier, född 1758, död 1823, var en fransk menagerist och domptör från Faucon nära Avignon. Hans föräldrar var André Gautier (1753-1820), och Dorothea Pepke. Han var grundare av cirkusdynastin Gautier tillsammans med sin hustru Rose Louise de Lefevre, och de fick 10 barn.  Jean Baptiste Gautier är också via sin ättling Ingeborg Gautier (1929-2015), vilken var gift med Trolle Rhodin (1917-1997), morfars farfar till Diana Rhodin, djurtränare, och ägare till Sveriges sista cirkuselefanter, Tuffie (1980-2002) och Mickie (1980-2009),  idag ägare av Cirkus Rhodin.

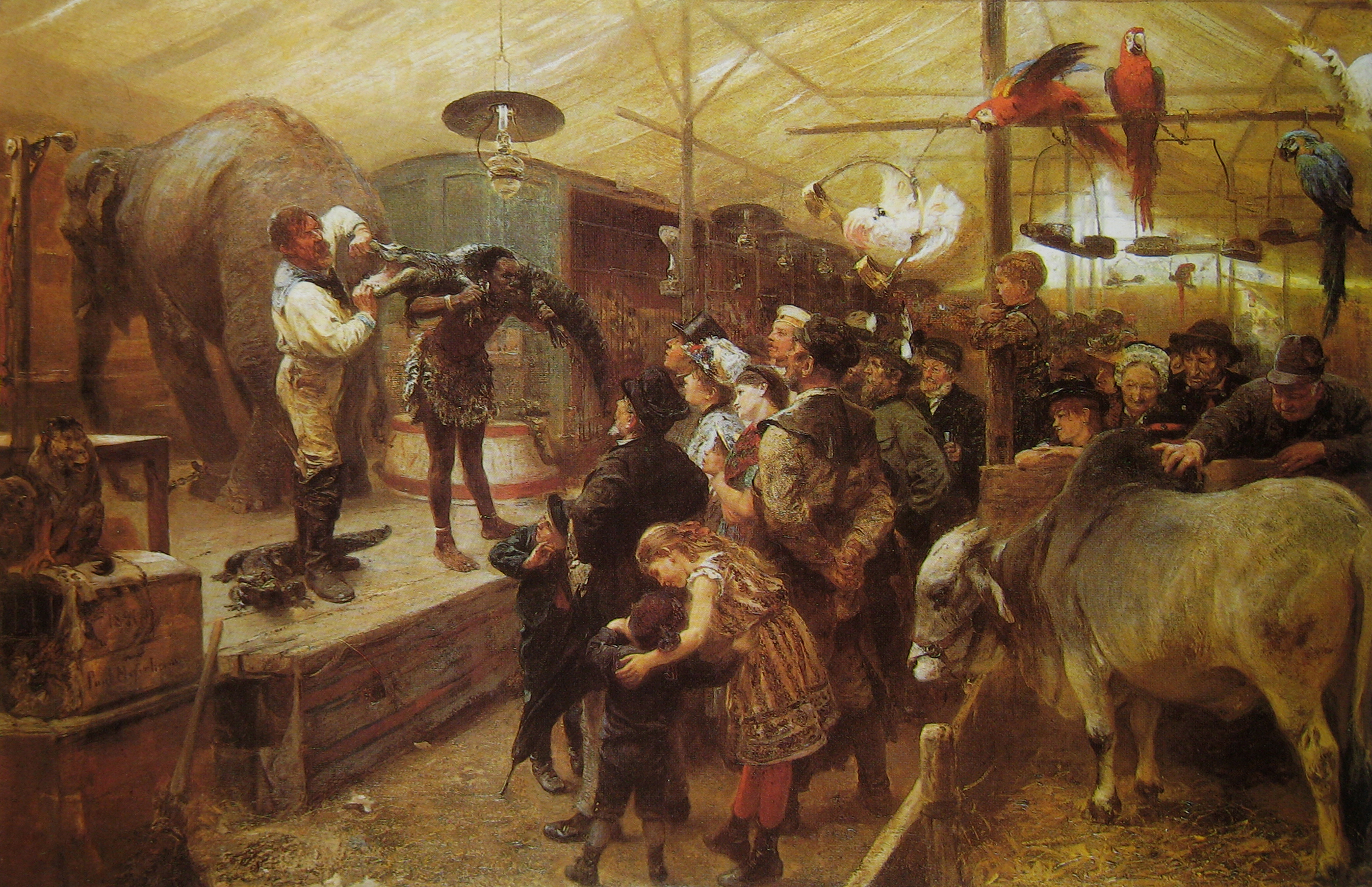
Denna målning från 1894 av Paul Friedrich Meyerheim visar ett samtida kringresande menageri i Tyskland

Gautier köpte 1779 en asiatisk elefant i London, vilken hade importerats från Ceylon (nuvarande Sri Lanka), med vilken han turnerade med sitt menageri, och sin familj i Europa, och kom  via Preussen och Polen till Moskva i Ryssland i november 1802, när kylan var bister och Gautiers djur behövde värme. Ett varmt stall uppfördes på Mochovajagaden, ovanför Paskovs manege och stod färdigt den 3 december 1802, när elefanten och de andra djuren visades offentligt för första gången, mellan klockan 09.00 på morgonen, till klockan 19.00 på kvällen. Vid 16-tiden utfodrades djuren, och bland dessa befann sig förutom elefanten, en orangutang, en pelikan, en tvättbjörn, en kungskondor och turkiska hästar och engelska hundar 
Samtidigt uppehöll sig ett annat kringresande sällskap lett av herrarna Rezie og Agac (Anton Agazzi), på grev Musins-Puskins-Brjus manege på Nikitskajagaden, som också medförde turkiska hästar vilka visade sina konster fyra gånger om dagen. En av dessa turkiska hästar skall ha kunnat multiplicera, dividera, spela kort och tärning, samt gissat mänskliga tankar. De två sällskapen konkurrerade med annonsering, och tycks båda ha lämnat Moskva nästan samtidigt, i slutet av april 1803. Men då hade Anton Agazzi slagit sig ihop med Jean Baptiste Gautier, eller snarare slagit sig ihop med Gautiers dotter Victoire, för han var då, eller blev senare, Gautiers svärson. Förutom Victoire hade Jean Baptiste Gautier och Rose Louise de Lefevre, 1803 barnen Didier, Joseph, Baptiste och Rose.
Gautiers sällskap nådde sedan efter 800 km vandring Sankt Petersburg i december 1803, och slog vinterläger. St Petersburg var då residensstad för det ryska kejsardömet och hade gästats av en elefant 1737, som medfördes av ett persiskt sändebud från Nadir Shah till kejsarinnan Anna Ivanovna av Ryssland. 
I slutet av maj 1804 reste man vidare, och anlände landvägen i Finland där ett besök i Borgå är dokumenterat den 25 juli 1804, och i slutet av augusti hade man nått Åbo där elefanten visades på Spinnhusgården vid Kakolabacken. I september 1804 anlände Gautiers med fartyg till Stockholm, och elefanten, som visades på Brunkebergstorg, blev då Sveriges första elefant, sedan mammutarna försvann, och senare, efter att ha lämnat Stockholm, ofrivilligt anledning till Elefantupploppet i Skänninge. Gautier annonserade visningen avelephanten som följer:
| ”                                        | Med Konungens Allernådigste Tilstånd ärnar Herr Gautier, Kongl. Preussisk Privilegierad Naturalist wisa den Wordade Allmänheten En Samling af Utländske lefvande Djur, Bestående af 1) En lefvande Elephant utaf utomordentlig storlek med Tänder, hwilken blifvit fångad på Ön Ceylon. Elephanten är det mäst undersamma Djur i werlden, i det han öfverträjfar alla andra Djuristorlek, förstånd, fattningsgåfwa, läraktighet, mod och öfrige naturliga egenskaper, hwilka mycket likna Människans; beundranswärdt är äfven hos honom det Wäderkorn man hos Hundar gementligen finner, äfven som hans styrka och långa lifstid; hans Wapen äro Tänderne, med hwilka han genombårar och öfverwinner Leyonet; han skakarJorden med singång, och med sin Snabel upryckerhan Träden med sina Rötter; han ärförsin styrkafruktanswärd, och hans tjocka Hud knappast genombårlig; han drar och sätter i rörelse stora Machiner; han kan bära på sin Rygg et Torn medfere bewäpnade Karlar, äfvenså större lass än sex Hästar kunna draga; äfven är hansförsiktighet, kallsinnighet, och oförtrutna lydnad wid alla hans Herres befallningar beundranswärd; han fallerpå knä när han hälsar, och öpnar en Bouteille med samme händighet som en Människa; han uptagerfrån gålfwet den minsta Penning, och ger den sin Herre eller någon af Askådarne i handen, detta gör han äfven med et Halmstrå; han emottagerhwad man behagar, och lägger det isin Herresficka; äfven tar han et brinnande Ljus, och gifver utan at släcka det med mycken skicklighet åter, och ärsin Herre så lydig, at Barn utan den minsta fara kunna mata honom; han dricker Watten, Romm, Rack, Win, medflere starka drycker; sluteligen tar han en bit Brød utur sin Herres Hand eller Mun, och gör i det han knäböjer, Askådarne sin Compliment. 2) Wises en stor Babian. 3) Flere sorter wackra Djur och Foglar. De som åstunda Elephanten i Gravur, kunna äfven emot 1 R:d ärhålla den. Skådeplatsen äri det nybygda Huset widBrunkebergs Plan: Och kunna dessa Djur där beses alle dagar från klockan 10 förmiddagen til Klockan 8 eftermiddagen. Priset ärför hwarje Person 32 sk | „ |
| – Jean Baptiste Gautier, 9 november 1804 | |   |

### Upploppet i Skänninge 1806

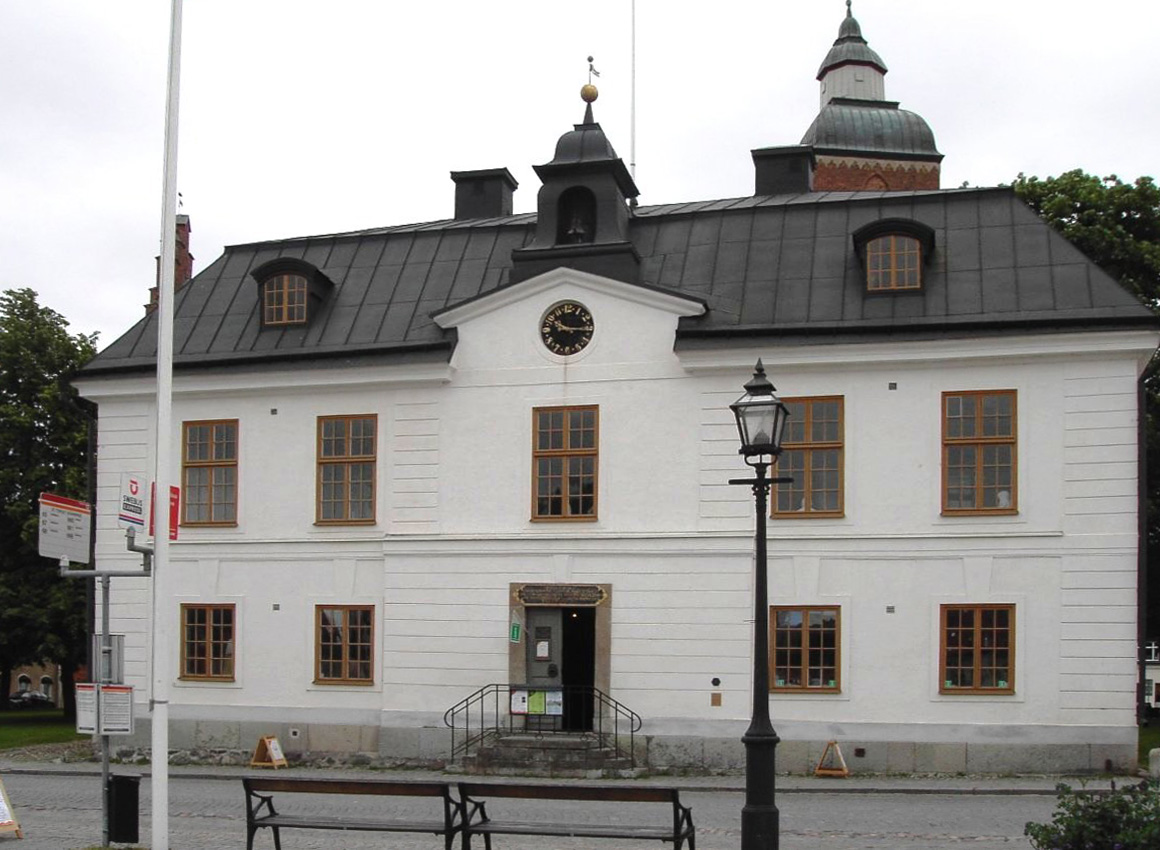
Skänninge rådhus

Efter att elefanten visats i Stockholm i nästan två år turnerade Gautier runt i Sverige med sitt menageri. Elefanten drogs på en vagn dragen av 8 par hästar och i augusti 1806 nådde man Skänninge. Agazzi fick stalla upp elefanten i en sal i rådhuset, och hit inbjöds allmänheten. Tydligen blev det långa köer och man tyckte att det var dyrt att se den. Irritationen kulminerade, när någon började kasta sten på rådhusfönsterna och även träffade Skänninges borgmästare i huvudet. Borgmästaren räddade sig med hjälp av komminister Sundelius och fick fri lejd bort, medan folk tog sig in till elefanten, tog tillbaka 60 riksdaler av Gautier och tvingade Agazzi att ge gratis föreställningar. Borgmästaren rekvirerade 20 militärer och lyckades få lugn den andra dagen. Landshövdingen i Linköping Fredrik Georg Strömfelt skickade lagman Pereswetoff-Morath till Skänninge för att hålla förhör med magistraten. I sin skrivelse till justitiekanslern berättade han senare om magistratens ovilja att klarlägga fallet, eftersom allmogen hotat att bränna Skänninge, om det ledde till åtal. Det blev ingen rättegång.
Gautier och elefanten hamnade sedan i Danmark; elefanten lär ha dött under brittiska flottans belägring av Köpenhamn under Napoleonkrigen 1807 när den brittiska flottan och av denna ilandsatt artilleri förstörde så gott som hela den danska huvudstaden.
Elefanten visades sedan uppstoppad av Gautier på ett torg i Köpenhamn.

## Didier Gautier
Jean Baptiste Gautiers son, Didier Gautier (1792-1872) blev svensk medborgare 1837, varefter han lät uppföra nuvarande Djurgårdscirkus med namnet Didier Gautiers menagerie, vilken han senare sålde till Adèle Houcke. Didier Gautier var gift med Johanna "Nanette" Katharina Wilhelmine Grunert (1784-1869), dotter till Paul Friedrich Grunert från Sachsen. Deras cirkus cirkus avstannade 1869 efter en sista föreställning i Snøde på Langeland, och cirkusen såldes till Adolph Léonard Villième Houcke och hans bröder. 

## Gautiers i Sverige
Jean-Baptiste (1841-1915) hade 10 barn, varav sonen Leonard Gautier (1866-1955) startade Circus Leonard Gautier i Danmark 1900. Hans bror, Louis "Lulu" Gautier (1887-1949), ryttare och djurtränare, var assistent till elefanttränaren Hugo Schmitt, och Louis Gautier och hans två barn Ingeborg Gautier (1929-2015), och Axel Gautier (1942-1993), anlände 1944 som Schmitts assistent till Trolle Rhodins cirkus i stadsdelen Fosie i södra Malmö, med Cirkus Carl Hagenbecks elefanter. Hans dotter Ingeborg Gautier (1929-2015) gifte sig med Trolle Rhodin, och de fick barnen Trolle Jr, Carlo och Diana Rhodin.

## Gautiers i Danmark

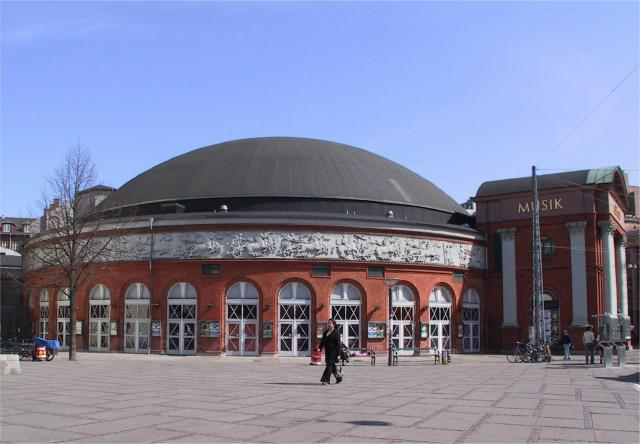
Cirkusbyggnaden på Axeltorv i Köpenhamn öppnade 1886 (foto 2007).

Släkten Gautier kom första gången till Danmark 1807, men de första medlemmarna av släkten som bosatte sig i landet flyttade in 1856, med Jean Baptiste Gautiers sonson, senare kungliga hovberidaren Carl Johann August Gautier (1812-1897), gift med Adelaide Caroline Isabella Westermann (1825-1897), vilka bosatte sig i Köpenhamn. 
Deras son, Didier Johann Otto Christian Gautier (1848-1913), var dansk arméveterinär och gift med Julie Vilhelmine Langballe (1843-1934). Familjen flyttade från Randers till Köpenhamn då Gautier fick en tjänst vid det kungliga hovets stallavdelning, Den Kongelige Stald Etat Deras dotter Inger Gautier (1877-1963), var en dansk politiker för partiet Venstre, vilken 1914 gifte sig med polismästaren William Schmit och flyttade med honom till Samsø. Tillsammans fick de fem barn.

## Gautiers i USA
Louis Gautiers son Axel Gautier (1942-1993), följde med som Hugo Schmitts assistent till USA 1947, efter att elefanterna köpts av Ringling Bros. and Barnum & Bailey Circus, och anlände till Ringlings cirkus den 20 juni 1947. Efter att Hugo Schmitt lämnat cirkusen 1970, ansvarade Axel Gautier för elefanterna på Ringling Bros. and Barnum & Bailey Circus Blue Unit' fram till 1989. 1993 blev Axel Gautier attackerad av elefanten Reeba på Ringling Brothers and Barnum and Bailey Circus elephant retirement facility i Williston, Florida, och avled på sjukhuset Shands Hospital, University of Florida i Gainesville, efter att han transporterats dit med en helikopter.  Med sin hustru Donna, hade Axel Gautier barnen Michael Gautier, född 1964, och Kevin Gautier, född 1969.
| ”                            | May 5, 1993: Axel Gautier, one of the best-known elephant trainers in the world, was crushed to death when an elephant stepped on him at the Ringling Bros., Barnum & Bailey elephant farm in Gainesville, Florida. Gautier was standing with three elephants in a corral when a 24-year-old female Asian elephant suddenly knocked him down and stepped on him. The circus veterinarian was standing nearby. | „ |
| – New York Times, 7 maj 1993 | |   |

## Släkttavla i urval
Släkttavlan är uppställd med uppgifter från Jean Baptiste Gautiers (1758-1823) antavla på Geni
1. Charles Gautier, gift med NN Durand. [13]
  1. Julien Gautier, gift med Marguerite Topenas. [14]
    1. André Gautier, gift med Anne NN. [15]
      1. Joachim Gautier, gift med Anne Clément. [16]
        1. André Gautier. 
          1. Joachim Gautier.
            1. Pierre Gautier (1700-1759)
            2. André Gautier (1710-1766), gift med Jeanne Marie Bouchet (född 1716) 
              1. André Gautier (1753-1820), gift med Dorothea Pepke [17]
              2. Jean Baptiste Gautier (1758-1823), cirkusdirektör, grundare av cirkusdynastin Gautier. Gift med Rose Louise de Lefevre, och de fick 10 barn:
                1. Jean Léonard (1797-1866), gift med Louisa Friederica Gautier Frese (1811-1896).
                  1. Victoire Gautier (född 1784), gift med Antonio Agazzi.
                  2. Jean Baptiste Anton Bernardin Maria Gautier (1841-1915)
                  3. Leonard Gautier (1866-1955), gift med Emelina Albertine Rosalie Loyal (1864-1937).
                  4. Louis "Lulu" Gautier (1887-1949), ryttare och djurtränare.
                    1. Ingeborg Gautier (1929-2015), gift med Trolle Rhodin i Sverige.
                    2. Axel Gautier (1942-1993), elefanttränare, gift med Donna. Dödad av elefanten Reeba 1993, på Ringlings elefantfarm. [11]
                      1. Michael Gautier, född 1964. [11]
                      2. Kevin Gautier, född 1969. [11]

                2. Didier Gautier (1792-1872) svensk medborgare 1837, gift med Johanna "Nanette" Katharina Wilhelmine Grunert (1784-1869), dotter till Paul Friedrich Grunert från Sachsen.[6]
                  1. Margaretha Nini Maria Antoinette Gautier, gift med Julius Constant Steckel (1818-1889). Dottern Caroline Alexandrine Augusta Steckel (1841-1895), var gift med senare cirkusdirektören Adolph Léonard Villième Houcke och blev stammoder för cirkusdynastin Houcke.

                3. Joseph Gautier (1794-1846).
                4. Baptiste Gautier (döpt i januari 1798 i Berlin).[2]
                5. Rose Gautier
                6. Carl Johann August Gautier (1812-1897), gift med Adelaide Caroline Isabella Westermann (1825-1897).
                  1. Johanna Maria Anna Gautier (1850-1919), gift med Niels Harald Emil Larsen (1838-1914).
                  2. Didier Johann Otto Christian Gautier (1848-1913), arméveterinär. Gift med Julie Vilhelmine Langballe (1843-1934). Familjen flyttade från Randers till Köpenhamn då gautier fick en tjänst vid det kungliga hovets stallavdelning, Den Kongelige Stald Etat
                    1. Inger Gautier (1877-1963), dansk politiker för partiet Venstre. 1914 gift med polismästaren William Schmit och flyttade med honom till Samsø. Tillsammans fick de fem barn.[8]
                    2. Gotfred Gautier (1876-1955), gift med Julie Anna Emilie Grunert och dotter till Johanna Maria Anna Gautier och Niels Harald Emil Larsen (se ovan).
                      1. Kurt Walther Gautier (1902-1965), gift med Erna Conrau.
                        1. NN Gautier (Bardenfleth).
                        2. NN Gautier.
                        3. Didier Gautier (1939-2012).
                          1. Anna Birgitte Gautier
                          2. Christian Pierre Didier Gautier
                          3. Maria Louise Gautier

                      2. Carl Didier Gautier (1879-1954), gift med Hertha Ingrid Justesen Justesen.
                      3. Johanne Elise Gautier, gift med Johannes Henrik Faber.

                  3. Elise Johanne Marguerita Gautier (1856-1902), gift med Axel Sophus Daniel Bang (1857-1942).
                  4. Gottfried Ludwig Jean August Gautier